# Smith & Wesson SW22 Victory
Smith & Wesson SW22 Victory è una pistola semiautomatica prodotta dall'azienda statunitense Smith & Wesson dal calibro 22, progettata per il plinking, per il tiro sportivo e ricreativo. Presentata nel 2016, essa infatti è classificata come arma per il tiro sportivo. Il nome richiama un revolver già prodotto dalla società americana, il Smith & Wesson Modell Victory, prodotto durante gli anni '40.

## Caratteristiche
Il carrello, la canna e il fusto sono in acciaio inossidabile, mentre impugnatura è in plastica. Presenta un mirino regolabile, con tacca di mira in fibra ottica.
Il meccanismo di sparo avviene a singola azione e il caricatore può contenere 10 colpi. Il peso è di 1020 grammi; la canna è lunga 5,5 pollici (14 cm), con la lunghezza totale di 9,2 pollici.